# Ryan Cochran-Siegle
Ryan Andrew Cochran-Siegle (Burlington, 27 maart 1992) is een Amerikaanse alpineskiër. Hij vertegenwoordigde zijn vaderland op de Olympische Winterspelen 2018 in Pyeongchang.

## Carrière
Cochran-Siegle maakte zijn wereldbekerdebuut in november 2011 in Lake Louise. In december 2011 scoorde hij in Beaver Creek zijn eerste wereldbekerpunten. Op de wereldkampioenschappen alpineskiën 2013 in Schladming eindigde de Amerikaan als vijftiende op de Super G.
In december 2016 behaalde Cochran-Siegle in Santa Caterina di Valfurva zijn eerste toptienklassering in een wereldbekerwedstrijd. In Sankt Moritz nam hij deel aan de wereldkampioenschappen alpineskiën 2017. Op dit toernooi eindigde hij als negentiende op de supercombinatie, als 25e op de reuzenslalom en als 28e op de Super G. Tijdens de Olympische Winterspelen van 2018 in Pyeongchang eindigde de Amerikaan als elfde op de reuzenslalom, als veertiende op de Super G en als 23e op de afdaling.
Op de wereldkampioenschappen alpineskiën 2019 in Åre eindigde Cochran-Siegle als elfde op de Super G, als twaalfde op de afdaling, als achttiende op de alpine combinatie en als 21e op reuzenslalom. In december 2020 stond hij in Val Gardena voor de eerste maal in zijn carrière op het podium van een wereldbekerwedstrijd. Op 29 december 2020 boekte de Amerikaan in Bormio zijn eerste wereldbekerzege.

## Resultaten

### Olympische Spelen
| Jaar | Plaats      | Resultaten                                                      |
| ---- | ----------- | --------------------------------------------------------------- |
| 2018 | Pyeongchang | 11e Reuzenslalom 14e Super G 23e Afdaling DNF Alpine combinatie |
| 2022 | Peking      | Super G · 14e Afdaling · DNF1 Reuzenslalom                      |

### Wereldkampioenschappen
| Jaar | Plaats             | Resultaten                                                      |
| ---- | ------------------ | --------------------------------------------------------------- |
| 2013 | Schladming         | 15e Super G DNF Supercombinatie                                 |
| 2017 | Sankt Moritz       | 19e Supercombinatie 25e Reuzenslalom 28e Super G                |
| 2019 | Åre                | 11e Super G 12e Afdaling 18e Alpine combinatie 21e Reuzenslalom |
| 2023 | Courchevel-Méribel | 10e Alpine combinatie 18e Super G 24e Afdaling                  |
| 2025 | Saalbach           | 4e Teamcombinatie 7e Super G 13e Afdaling                       |

### Wereldbeker
Eindklasseringen
| Seizoen   | Algm | AD  | RS  | SG  | PAR | AC  |
| --------- | ---- | --- | --- | --- | --- | --- |
| 2011/2012 | 131e | -   | -   | 53e |     | -   |
| 2012/2013 | 106e | 52e | -   | 41e | 27e |     |
|           |      |     |     |     |     |     |
| 2016/2017 | 83e  | -   | 38e | 37e | 20e |     |
| 2017/2018 | 75e  | -   | 33e | -   | 16e |     |
| 2018/2019 | 53e  | 43e | 26e | 23e | 31e |     |
| 2019/2020 | 20e  | 14e | 20e | 20e | 24e | 10e |
| 2020/2021 | 22e  | 14e | 33e | 10e | -   |     |
| 2021/2022 | 15e  | 10e | 56e | 10e | -   |     |
| 2022/2023 | 29e  | 17e | -   | 18e |     |     |
| 2023/2024 | 24e  | 8e  | -   | 19e |     |     |
| 2024/2025 | 28e  | 12e | -   | 19e |     |     |

Wereldbekerzeges
| Datum            | Plaats | Onderdeel |
| ---------------- | ------ | --------- |
| 29 december 2020 | Bormio | Super G   |